# کانتورا
کانتورا (به اسپانیایی: Cantaura) یک شهر در ونزوئلا است که در Pedro María Freites واقع شده‌است. کانتورا ۴۲٬۰۰۰ نفر جمعیت دارد و ۲۶۱ متر بالاتر از سطح دریا واقع شده‌است.